# Samochód Formuły 1

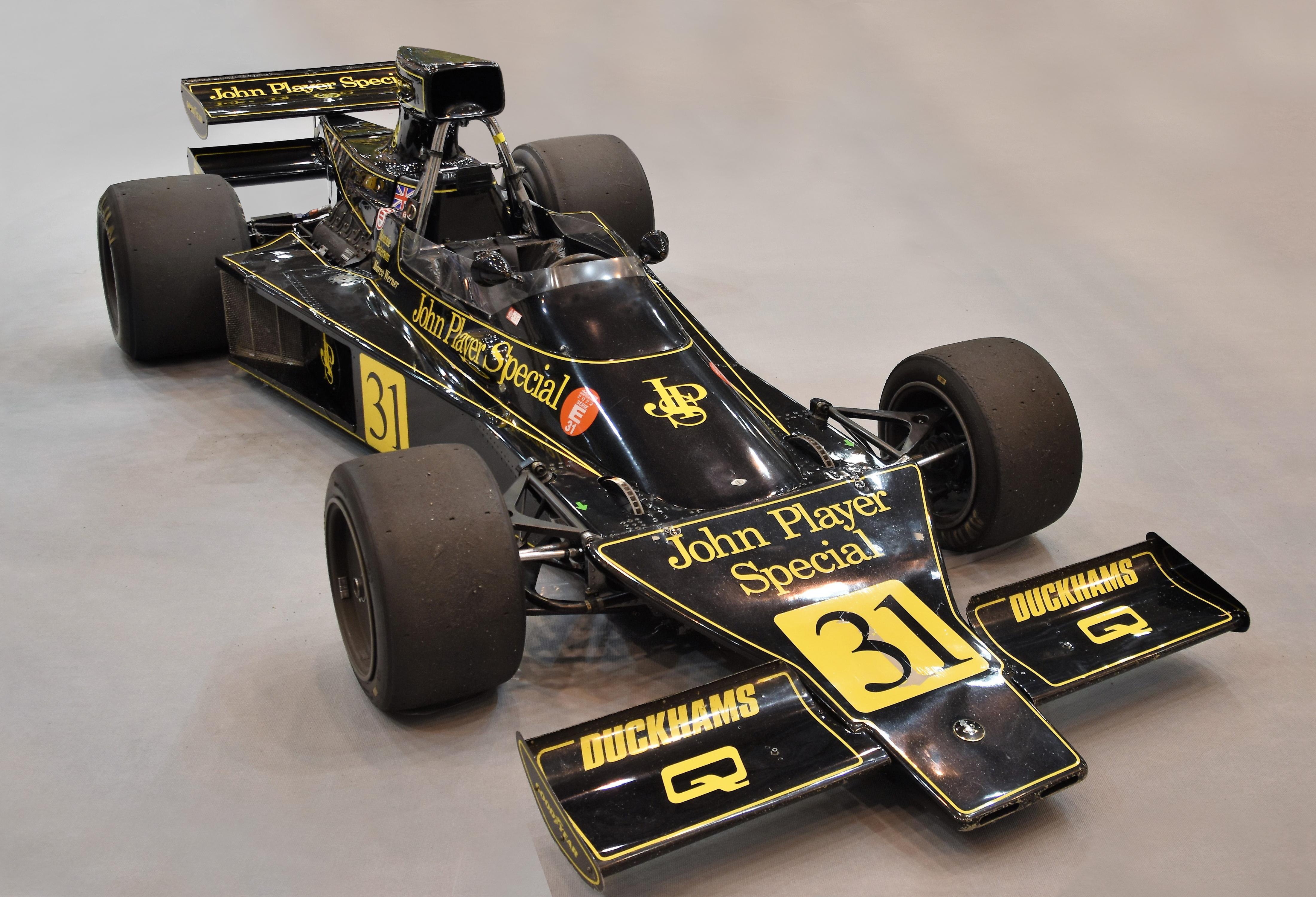
Lotus 76 z 1974 roku

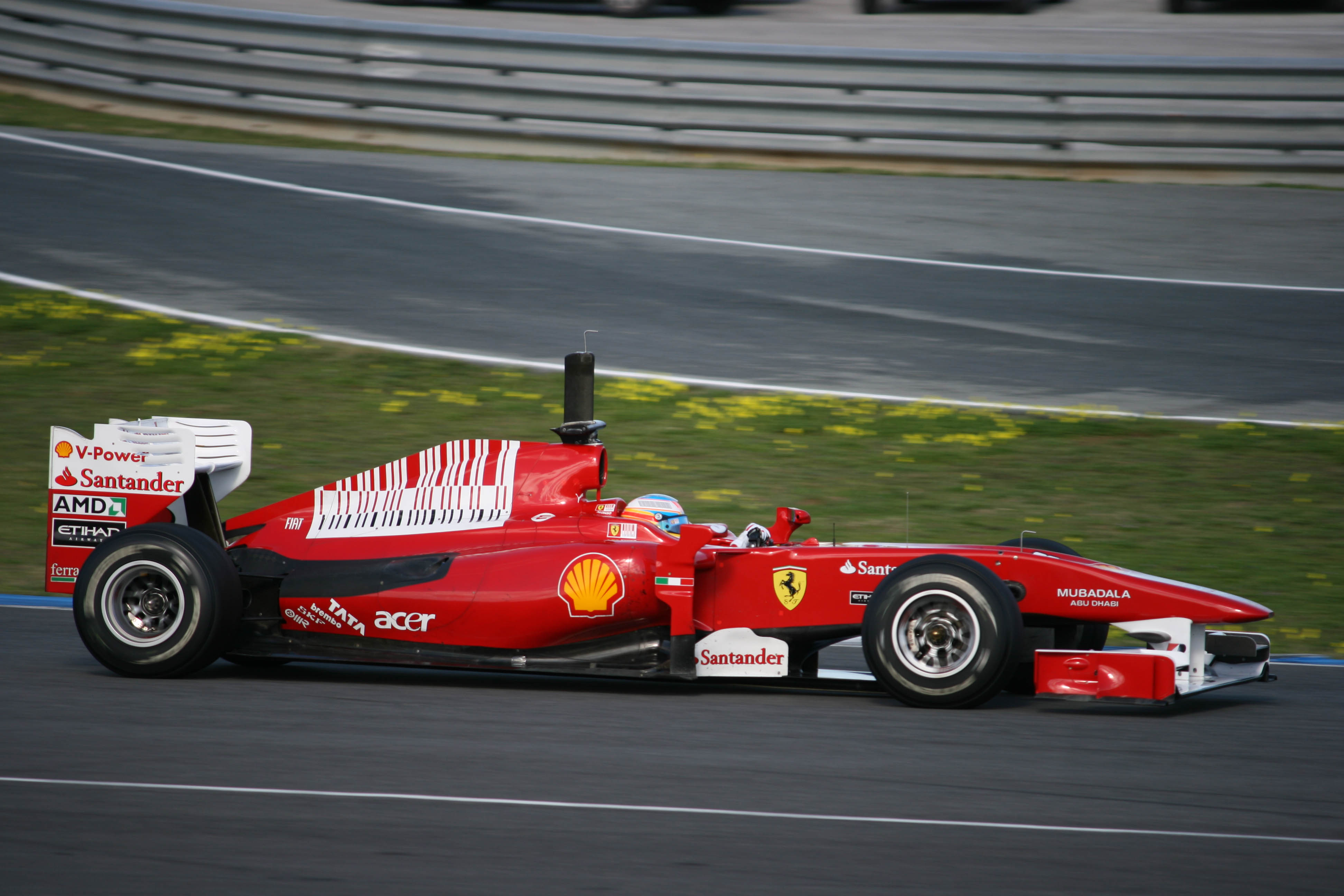
Ferrari F10 z 2010 roku

Samochód Formuły 1 (potocznie bolid) – jednomiejscowy samochód wyścigowy o otwartym nadwoziu i kołach wystających poza profil kokpitu, budowany ściśle według regulacji Formuły 1 FIA. Jego specyfikacje zmieniały się na przestrzeni lat.
Koszt projektowania i budowy bolidu wymaga setek godzin w tunelu aerodynamicznym, a koszty często przekraczają 100 milionów dolarów. Na rok 2007 budżet stajni BMW Sauber wynosił 355 milionów dolarów. Wiele pieniędzy pochłania rozwój, badania i testy w tunelu aerodynamicznym. Minimalna waga bolidu F1 na sezon 2025 wynosi 798 kilogramów

## Silnik
Po zmianach w przepisach w 2014 r. używane są turbodoładowane silniki V6 o pojemności 1,6 litra. Zastąpiły one wolnossące, 2,4-litrowe jednostki w konfiguracji V8, które były stosowane od sezonu 2006.
Moc silników wynosi ok. 750 KM (stare jednostki V10 miały moc bliską 1000 KM, są to jednak dane nieoficjalne – żaden z producentów nigdy nie określił dokładnej mocy silnika). W sezonie 2006 obroty silników z łatwością przekraczały 20 tys. obr./min, w 2006 liczba ta została ograniczona przez FIA do 18 tys. Obecnie jednostka napędowa może osiągać do 15 tys. obr./min, jednak ze względu na ograniczenie dotyczące spalania paliwa obroty są utrzymywane na poziomie około 12 tysięcy obr./min.

### Era hybrydowa
Od 2014 roku wprowadzono nową generację silników napędzających bolidy formuły 1. Są to turbodoładowane V6 o pojemności 1,6 litra wspierane przez układ elektryczny. Na główne komponenty silnika składają się:
- Silnik spalinowy (ICE – Internal Combustion Engine) – jednostka w konfiguracji V6 o pojemności 1,6 litra i z bezpośrednim wtryskiem paliwa. Regulaminowe maksymalne spalanie wynosi 100 litrów na godzinę.
- Turbosprężarka (TC – Turbocharger)
- Układ odzyskiwania energii cieplnej (MGU-H – Motor Generating Unit-Heat) – układ używający obrotów turbosprężarki do wytwarzania energii elektrycznej. Może również oddawać energię do turbosprężarki, eliminując w ten sposób tzw. „turbo lag” – opóźnienie wynikające z konieczności wytworzenia przez silnik odpowiedniej ilości spalin, żeby turbosprężarka zaczęła pracować i zwiększyć moc silnika.
- Układ odzyskiwania energii kinetycznej (MGU-K – Motor Generating Unit-Kinetic) – układ odzyskujący energię podczas hamowania. W razie potrzeby może użyć tej energii do napędzania kół z mocą do 120 kW. Limit energii, którą może odzyskać MGU-K wynosi 2 MJ.
- Magazyn energii (ES – Energy Store) – najczęściej akumulator, który przetrzymuje energię zgromadzoną przez MGU-H i MGU-K.
- Elektronika sterująca (CE – Control Electronics) – układy elektroniczne sterujące pracą silnika i tym, kiedy i jak ma zostać użyta energia zgromadzona w ES.

Układy MGU-H i MGU-K zastąpiły stosowany od 2009 roku system KERS, który mógł posiadać maksymalną moc 61 kW i dostarczać ją do kół tylko przez 7 sekund na okrążenie. Zrezygnowano jednocześnie z manualnego włączania układu przez kierowcę na rzecz sterowania komputerowego.

Dostawcami silników do Formuły 1 są: Renault, Ferrari, Mercedes oraz od 2015 roku Honda. Łącznie zaopatrują one 10 zespołów w stawce.

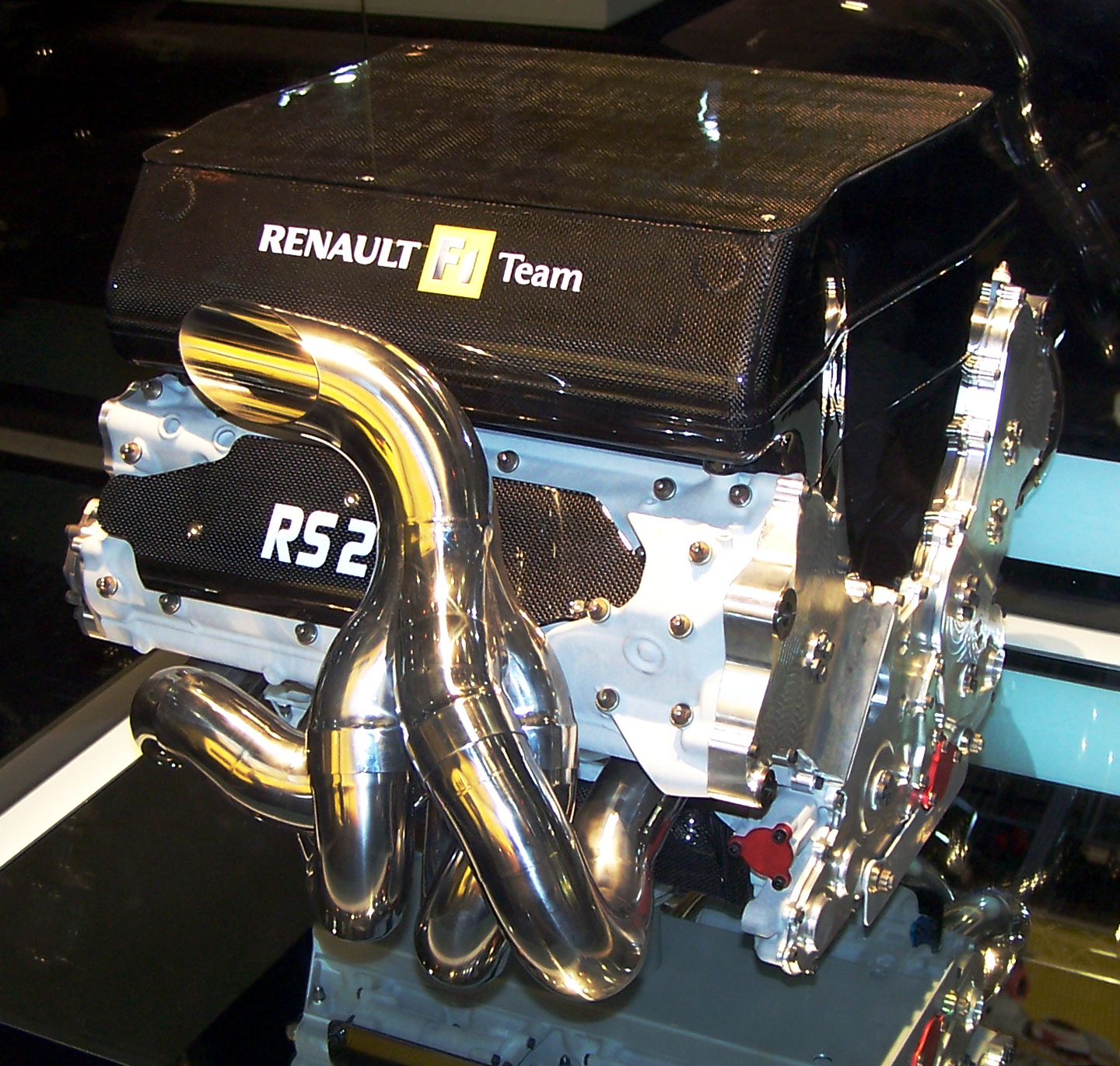
Silnik Renault RS27 V8 stosowany w sezonie 2007

### Długość pracy silników
W sezonie 2004 dozwolona była wymiana silnika przy każdym wyścigu Grand Prix, ale obowiązywał zakaz zmieniania silnika w trakcie jednego weekendu (obejmującego treningi, kwalifikacje i wyścig). Zgodnie ze zmianami wprowadzonymi od sezonu 2005 jeden silnik jest stosowany przez co najmniej dwa kolejne Grand Prix. W przypadku zmiany silnika w tym czasie pozycja startowa kierowcy zostaje obniżona o 10 pozycji w stosunku do wyników kwalifikacji do danego wyścigu. W sezonie 2007 przepisy zostały zmodyfikowane i zezwoliły na używanie dowolnej liczby jednostek podczas dwóch pierwszych treningów przed wyścigiem bez konsekwencji. Nie może jednak zostać użyta jednostka wykorzystywana w Grand Prix. W roku 2008 można było użyć 1 silnika na 2 GP – w przypadku wymiany kierowca był cofany o 10 pozycji na starcie.
W 2017 roku na każdy samochód przypadały 4 sztuki każdego komponentu na cały sezon, które można zmieniać do woli w każdym momencie, z wyjątkiem czasu po kwalifikacjach. Za wzięcie po raz pierwszy piątego elementu dowolnego rodzaju, aplikowana była kara 10 pozycji w tył na starcie. Za każdy kolejny piąty element kara przesunięcia o 5 pozycji. Cały schemat powtarza się wraz z szóstym komponentem, siódmym itd.
W 2018 roku dozwolone są tylko 3 elementy ICE, TC i MGU-H oraz 2 elementy MGU-K, ES i CE. Zmienia się też system nakładania kar. Za pierwszy pozaregulaminowy element danego rodzaju jest 10 miejsc kary, a za każdy kolejny element tego samego rodzaju 5 miejsc. To samo tyczy się wszystkich rodzajów komponentów.
Zmniejszanie liczby dostępnych komponentów jest wynikiem chęci FIA do obniżenia kosztów prowadzenia zespołu formuły 1, co miałoby zmniejszyć różnice między stajniami. Zmuszanie do używania mniejszej ilości drogich, hybrydowych jednostek ma prowadzić do zmniejszenia nakładów finansowych przeznaczanych na zakup jednostek napędowych.

## Skrzynia biegów
Samochody Formuły 1 używają półautomatycznych, sekwencyjnych skrzyń biegów z maksymalnie ośmioma biegami do przodu i jednym do tyłu (obowiązkowym). Kierowca daje sygnał zmiany biegów używając przycisków na kierownicy. Dzięki takiemu rozwiązaniu kierowca ma możliwość zmiany biegów bez odrywania rąk od kierownicy.
System elektryczno-hydrauliczny umożliwia zmianę biegów nawet w ciągu kilkudziesięciu milisekund, co jest rozwiązaniem dużo wydajniejszym niż w konwencjonalnych przekładniach. W samochodach osobowych, które wyposażone są w manualne skrzynie synchronizowane, najszybsi zmieniają bieg w około pół sekundy.
Od sezonu 2008 wprowadzony został przepis, który wymusił na producentach zwiększenie niezawodności skrzyni biegów. Zgodnie z nim skrzynia musi wytrzymać cztery wyścigi Grand Prix.

## Aerodynamika

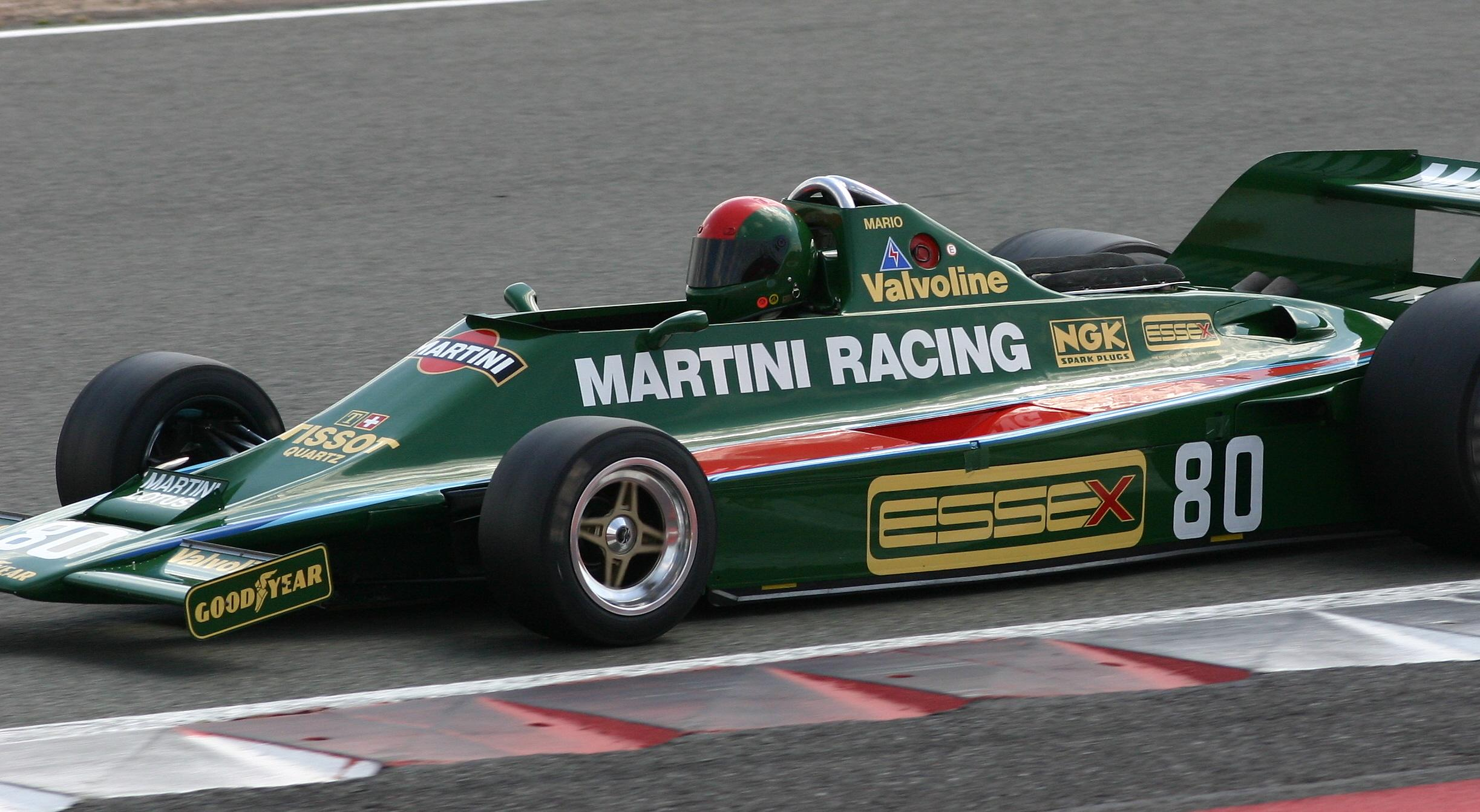
Lotus 80 z 1979 roku

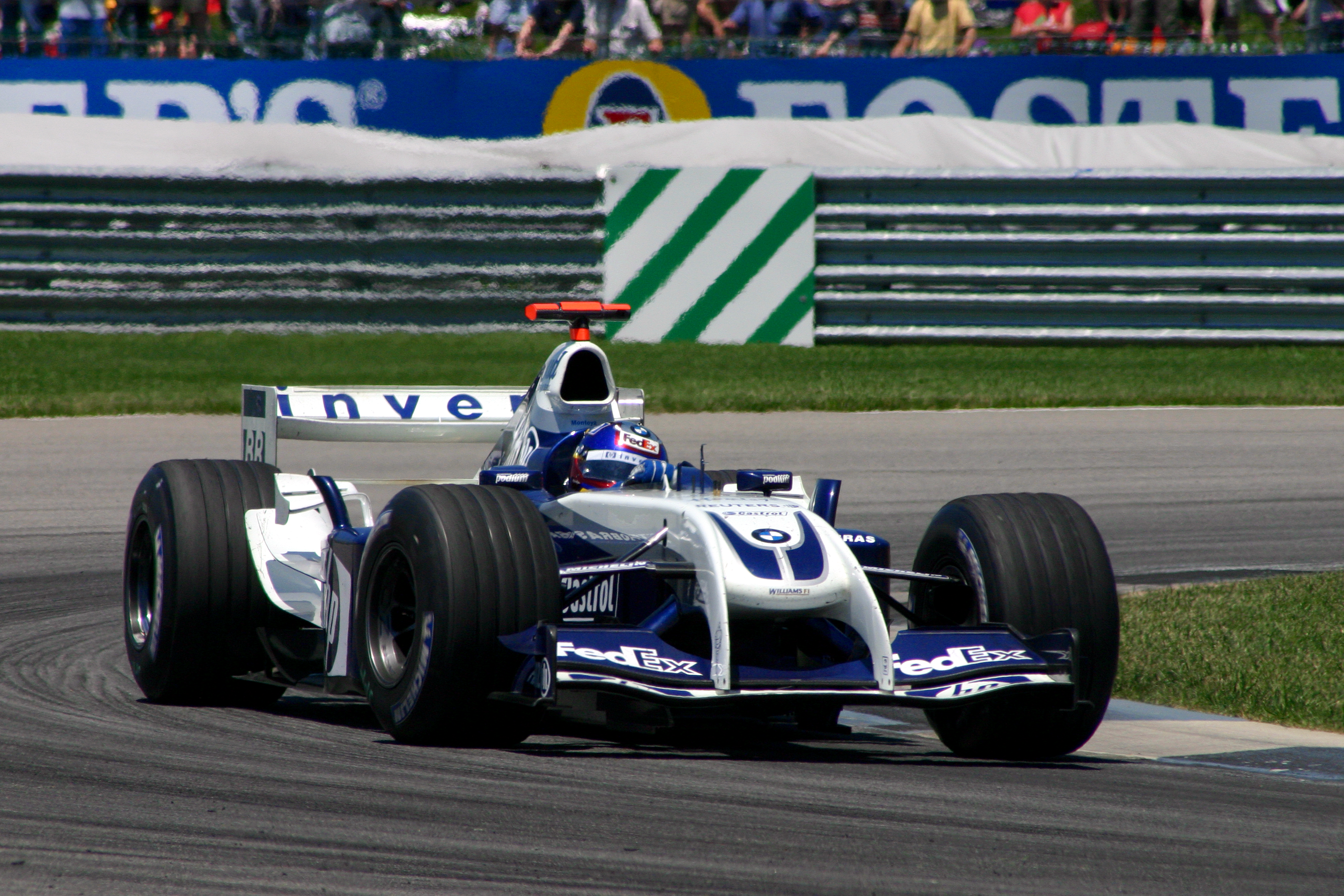
Nietypowa konstrukcja przedniego skrzydła w samochodzie Williams FW26 z sezonu 2004

Aerodynamiczne elementy samochodów są projektowane tak, aby uzyskać jak najlepszy docisk do podłoża (zmniejsza poślizg kół i zwiększa efektywność transmisji mocy z kół na podłoże) przy jak najmniejszej utracie na prędkości i przyspieszeniu. Każda część nadwozia jest projektowana właśnie z tą myślą. Wczesne samochody Formuły 1 miały jedynie opływowe nadwozia, bez dodatkowych elementów polepszających aerodynamikę (spojlerów), jednakże wkrótce rozpoczęto poszukiwania rozwiązań polepszających docisk do podłoża i samochody Formuły 1 zaczęły wyróżniać się rozbudowanymi skrzydłami z przodu oraz z tyłu.

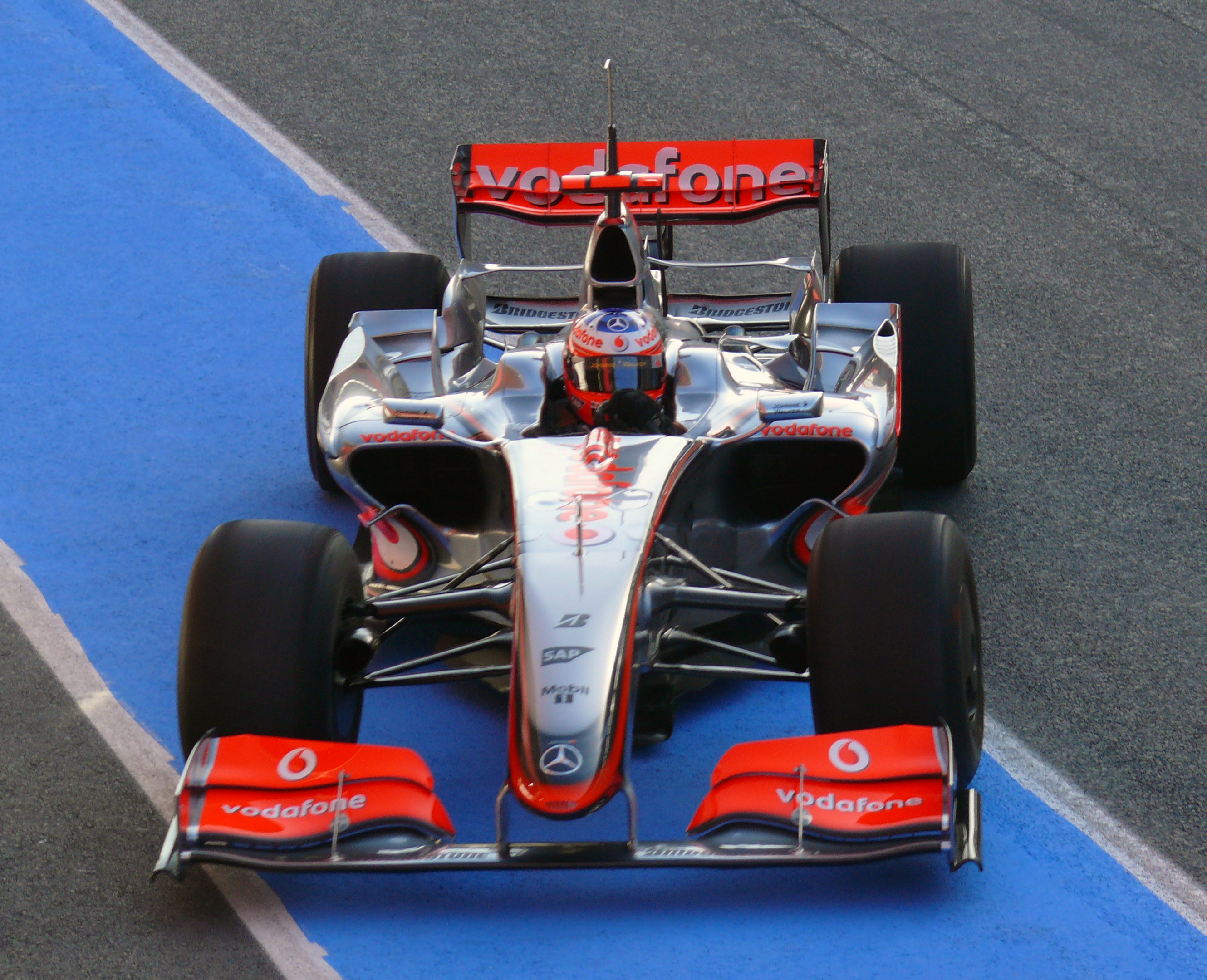
Uproszczona aerodynamika McLarena MP4-23 w wersji przejściowej testującej rozwiązania na sezon 2009

Dobrze ustawiona aerodynamika może mieć większe znaczenie niż opony, zdaniem ekspertów aż 80% przyczepności pochodzi z aerodynamiki, a tylko 20% z opon. Sekretem dobrego ustawienia jest kompromis pomiędzy jak największą siłą docisku i jak najmniejszym oporem. Najłatwiejszym i najszybszym sposobem regulacji jest ustawianie kąta w przednich i tylnych skrzydłach, które są dosyć długo już stosowanym elementem aerodynamicznym, generującym spory udział w oddziaływaniu powierzchnia-bolid. Wbrew pozorom, największy udział w docisku bolidu do podłoża (40%) ma tak zwany dyfuzor, który znajduje się pod bolidem. Część ta wręcz przysysa bolid do nawierzchni toru dzięki tak zwanemu efektowi przypowierzchniowemu. Odkrycie tego efektu miało miejsce właśnie w Formule 1 (przez przypadek) i dało początek całej erze „efektu przypowierzchniowego”. Obecnie jednym z najbardziej nurtujących problemów jest uporządkowanie przepływu powietrza wokół kół. Rozmaite drobne elementy aerodynamiczne (skrzydełka, płaty, kominy) umieszczane są na przednim skrzydle i osłonach chłodnic, aby zniwelować negatywny wpływ kół na przepływ powietrza.
Aerodynamika jest jednym z najważniejszych elementów przy projektowaniu samochodu Formuły 1. Chociaż niektóre zespoły coraz częściej do rozwoju aerodynamiki stosują potężne komputery, w dzisiejszych czasach jej rozwój wciąż nie jest praktycznie możliwy bez specjalnych tuneli aerodynamicznych.
W tunelach testuje się nie tylko nowe elementy nadwozia, ale także np. wpływ zmiennych podmuchów wiatru na stabilność samochodu. Tunel zespołu Williams, który wyposażony jest w 60-tonowy wiatrak i silnik o mocy 4000 KM, jest w stanie symulować huragany.

## Konstrukcja
Samochody są budowane z kompozytów włókna węglowego i podobnych ultralekkich (i drogich w produkcji) materiałów, choć wykorzystywane są materiały tradycyjne, np. drewno lub stal. Zgodnie z regulaminem FIA, masa bolidu wraz z kierowcą, płynami, gaśnicami i kamerami pokładowymi nie może być mniejsza niż 620 kg (od sezonu 2010), stajnie często muszą dodawać balast, aby osiągnąć minimalną dozwoloną wagę. Zarówno kierowcy i bolidy są ważone po każdym wyścigu. Dodatkową zaletą balastu jest to, że dzięki niemu można efektywnie wyważyć samochód i obniżyć środek ciężkości, balast można umieścić w wielu miejscach w samochodzie.

## Paliwo
W F1 używa się paliwa zbliżonego do tego ze stacji benzynowych, jest ono jednak specjalnie przygotowywane dla F1 pod kątem danego toru. Paliwo to jest jednakowe dla wszystkich zespołów. Stajnie nie mogą na własną rękę go ulepszać. Aby uniknąć wszelkich wątpliwości, paliwo to jest dystrybuowane i tankowane pod ścisłą kontrolą sędziów. Od czasu do czasu są też przeprowadzane kontrole próbek paliwa, pobieranego bezpośrednio przed startem z baków bolidów.
Od sezonu 2000 paliwo używane w F1 musiało być zgodne z normami, które w Unii Europejskiej zaczęły obowiązywać od roku 2005 (maksymalna zawartość siarki w paliwach została zredukowana z 150 do 50 ppm).
Od sezonu 2008 co najmniej 5,75% jest pochodzenia biologicznego – zgodnie z nowymi przepisami UE. Federacja chce, aby prace nad paliwem dla Formuły 1 przyczyniły się do rozwoju biopaliw do wykorzystania w drogowych samochodach.
Zbiornik paliwa, wykonany z odpornej na przecieki gumy i pokryty Kevlarem, umieszczany jest jak najniżej w kadłubie tuż za fotelem kierowcy. Podczas tankowania paliwo dostarczane jest przez wąż tankujący z szybkością ok. 12 l/s, warunkiem jest prawidłowe umieszczenie końcówki węża we wlewie do baku. Zużycie paliwa podczas wyścigu wynosi około 75 kilogramów na 100 kilometrów, jednak jest ono uzależnione od charakterystyki toru.
Do sezonu 2010 dozwolone było dotankowanie bolidu podczas trwania wyścigu.

## Opony

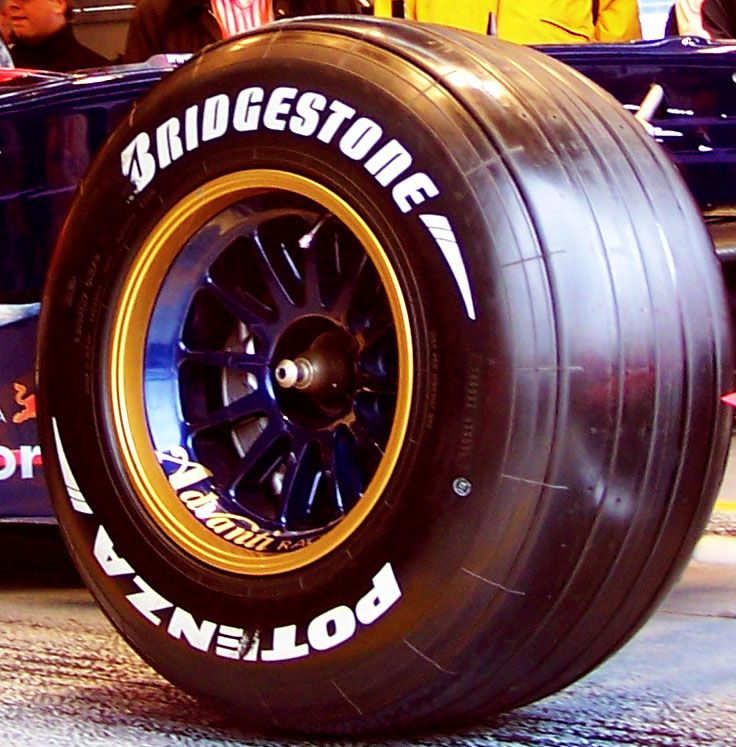
Opona bolidu F1

Obecnie w Formule 1 są stosowane opony typu slick, czyli bez bieżnika. Zapewniają one najlepsze osiągi na suchej i gładkiej nawierzchni, ale nie radzą sobie na mokrej z powodu braku bieżnika odprowadzającego wodę. Opony te są zbudowane z bardziej miękkich mieszanek gumy niż zwykłe opony drogowe. Zapewnia to o wiele lepszą przyczepność, lecz kosztem szybkiego zużycia – podczas około 300 km wyścigu są zmieniane przynajmniej jednokrotnie.
Opony dają najwięcej przyczepności w swojej optymalnej temperaturze. Różne mieszanki mają różne optymalne temperatury (między 90 °C a 120 °C), im twardsza mieszanka tym wyższa idealna temperatura pracy. Często można zobaczyć jak kierowcy „dogrzewają” swoje opony podczas okrążenia rozgrzewkowego lub jadąc za samochodem bezpieczeństwa. Przyspieszają wtedy i hamują (utrzymując w temperaturze też hamulce) oraz jeżdżą charakterystycznym zygzakiem, utrzymując w ten sposób opony rozgrzane i gotowe do ścigania się.
Ponadto, są 2 mieszanki na mokrą nawierzchnię: pośrednie i pełne deszczowe. Te opony mają bieżniki, które pozwalają odprowadzać wodę spod kół i polepszają przyczepność na mokrej nawierzchni. Są one też bardziej miękkie niż opony na suchą nawierzchnię, ponieważ woda chłodzi je efektywniej. Kolejna różnica to średnica kół – o centymetr większa. Bolid porusza się bardzo nisko nad ziemią i ta różnica powoduje lekkie podwyższenie go, zmniejszając ryzyko pełnej akwaplanacji karoserii.
Od 2011 roku jedynym dostawcą opon jest firma Pirelli, która zaopatruje wszystkie zespoły.
| Nazwa mieszanki | Angielska nazwa | Kolor | Kolor     | Bieżnik     | Warunki jazdy                      | Przyczepność | Wytrzymałość |
| --------------- | --------------- | ----- | --------- | ----------- | ---------------------------------- | ------------ | ------------ |
| Miękkie         | Soft            |       | Czerwony  | Nie posiada | Suchy tor                          | 5-3          | 1-3          |
| Średnie         | Medium          |       | Żółty     | Nie posiada | Suchy tor                          | 4-2          | 2-4          |
| Twarde          | Hard            |       | Biały     | Nie posiada | Suchy tor                          | 3-1          | 3-5          |
| Pośrednie       | Intermediate    |       | Zielony   | Posiada     | Mokry tor (niewiele stojącej wody) | Nie dotyczy  | Nie dotyczy  |
| Deszczowe       | Wet             |       | Niebieski | Posiada     | Mokry tor (dużo stojącej wody)     | Nie dotyczy  | Nie dotyczy  |
| Źródła          |                 |       |           |             |                                    |              |              |

Przyczepność i wytrzymałość opon zależy od doboru kompletów przez Pirelli na dany wyścig (Pirelli przygotowuje 3 z 5 przygotowanych wcześniej mieszanek na dany wyścig, przy czym najmiększa z nich ma pasek czerwony, a najtwardsza-biały).

## Hamulce
Tarcze hamulcowe wykonane są z włókien węglowych. Ich grubość nie może być mniejsza niż 28 mm, a średnica nie może być większa niż 278 mm. Dozwolone jest używanie dwóch klocków hamulcowych. Podczas hamowania rozgrzewają się do temperatury 1000 °C w niespełna sekundę. Hamulce nie są elementem trwałym i wymieniane są według potrzeb. Hamulce są w stanie zatrzymać bolid ze 100 km/h na odcinku 17 m.

## Kokpit

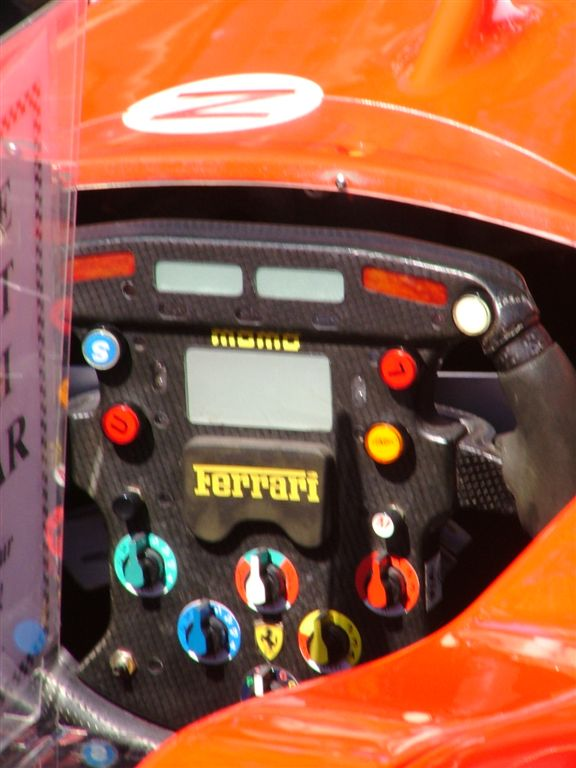
Kierownica w bolidzie Ferrari

Kokpit jest ciasnym miejscem. Montuje się w nim fotel kierowcy i kierownicę, która stanowi centrum sterowania bolidem. Cała kabina wykonana jest z włókien węglowych, które zapewniają ochronę kierowcy nawet przy zderzeniu z prędkością 300 km/h. Monocoque ma zapewnić kierowcy zarówno komfort jazdy, jak i przetrwanie w razie wypadku. Ta część bolidu poddawana jest wielu rygorystycznym testom i jest jedną z nielicznych części, która ze względu na swoją wytrzymałość może być używana przez cały sezon. Od sezonu 2018 w wyniku wypadku który w roku 2009 odniósł brazylijski kierowca Felipe Massa podczas kwalifikacji do Grand Prix Węgier oraz w roku 2014, w wyniku którego śmierć poniósł francuski kierowca Jules Bianchi FIA wprowadziła system ochrony głowy „Halo” jako obowiązkowy element bolidów Formuły 1, Formuły 2, Formuły 3, Formuły 4 oraz Formuły E.

### Fotel
Kierowca jest przypięty do fotela pięcio- lub sześciopunktowymi pasami bezpieczeństwa. Współgrają one również z systemem HANS chroniącym kręgi szyjne kierowcy podczas kolizji. Sam fotel nie może być przymocowany do kokpitu na stałe, mocuje się go za pomocą maksymalnie dwóch poziomych sworzni. Musi on być także wyposażony w specjalne mocowania umożliwiające wykorzystanie KED (Kendrick Extrication Device). Mocowanie jest ujednolicone i w każdym bolidzie fotel może być wyciągnięty za pomocą jednego, standardowego narzędzia, w które wyposażone są wszystkie zespoły ratownicze. Fotel podobnie jak cały kombinezon kierowcy musi być wykonany z materiałów niepalnych.

### Kierownica
Kierownica w bolidzie F1 stanowi centrum zarządzania pracą samochodu. Może się na niej znajdować nawet 20 przycisków i „łopatek”. Z jej poziomu kierowca może zmienić niektóre ustawienia bolidu takie jak balans hamulców, balans dyferencjału, uruchomić system DRS (Drag Reduction System) lub włączyć „Pit Limiter”, który automatycznie redukuje prędkość pojazdu do maksymalnej dozwolonej w trakcie przejazdu przez aleję serwisową. Koszt budowy jednego egzemplarza wynosi do około 35 000 €. Kierownica nie jest zamontowana na stałe i można ją wyjąć z kokpitu w każdej chwili, aby w razie niebezpieczeństwa kierowca szybko wydostał się z bolidu. Ze względów bezpieczeństwa opuszczenie kokpitu nie powinno trwać dłużej niż 5 sekund.
W trakcie sezonu na jednego kierowcę przypadają około cztery kierownice. Liczba ta może jednak się zmienić, np. McLaren kierownicę z bolidu kierowcy, który w Grand Prix stanął na podium, włącza do udokumentowanej kolekcji i nie jest ona używana już w żadnym innym wyścigu.
Kierownice wszystkich zespołów mają zintegrowany wyświetlacz, który wyświetla istotne dla kierowcy informacje takie jak wybrany bieg, prędkość, czas okrążenia czy ustawienia charakterystyki bolidu gdy kierowca zdecyduje się je zmienić w trakcie jazdy.

## Osiągi

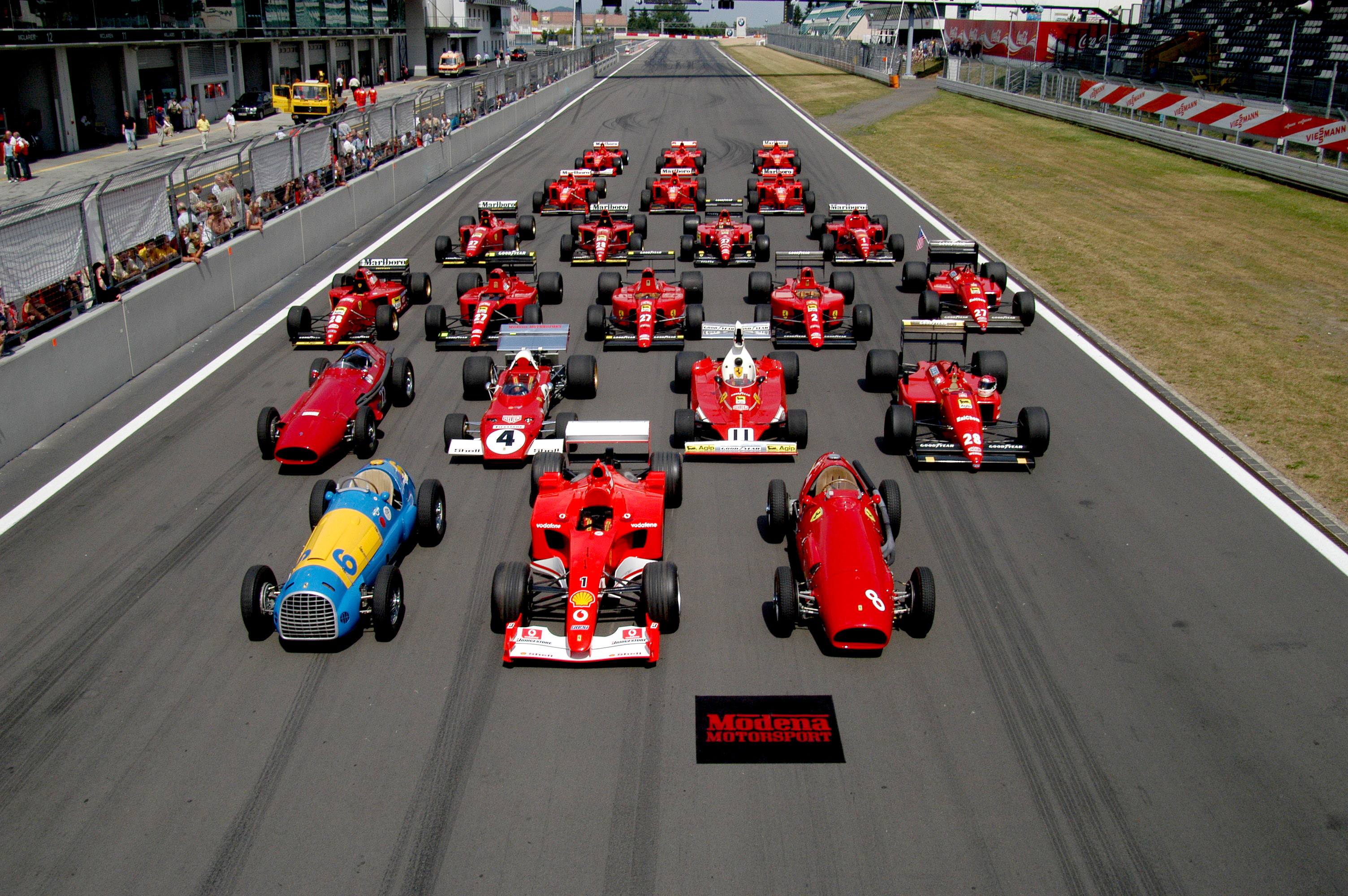
Samochody Ferrari na przestrzeni lat

Dzięki coraz bardziej rozwiniętej technologii, bolidy Formuły 1 osiągają szybkości przekraczające 330 km/h oraz przyspieszenie kilkukrotnie większe od seryjnie produkowanych samochodów.
W trakcie demonstracji na torze Silverstone w Wielkiej Brytanii, były kierowca McLarena, David Coulthard startując siedemdziesiąt sekund po parze dwóch zwykłych samochodów marki Mercedes-Benz ze startu stojącego, był w stanie bez trudu wyprzedzić je przed linią mety już w pierwszym okrążeniu. Przejazd całego okrążenia na torze Silverstone samochodowi Formuły 1 zajmuje nie więcej niż 2 minuty.
Większość współczesnych bolidów ma następujące osiągi:
- 0–100 km/h (0-62 mil/h) w 1,7 sek.
- 0–200 km/h (124 mil/h) w 3,8 sek.
- 0–300 km/h (186 mil/h) w 8,6 sek.

Aby zredukować szybkość i zwiększyć bezpieczeństwo kierowców, FIA wprowadziła przepis dla konstruktorów, który ograniczył użycie komputerów do kontroli pracy silnika. Mimo wprowadzenia zmian, konstruktorzy dalej poprawiają osiągi swoich samochodów, zwiększając moc silników i efektywność aerodynamiki. Nowe przepisy na sezon 2005 zredukowały siłę docisku o ok. 25%, z czego prawie wszystko odzyskano.